# ショートブレッド

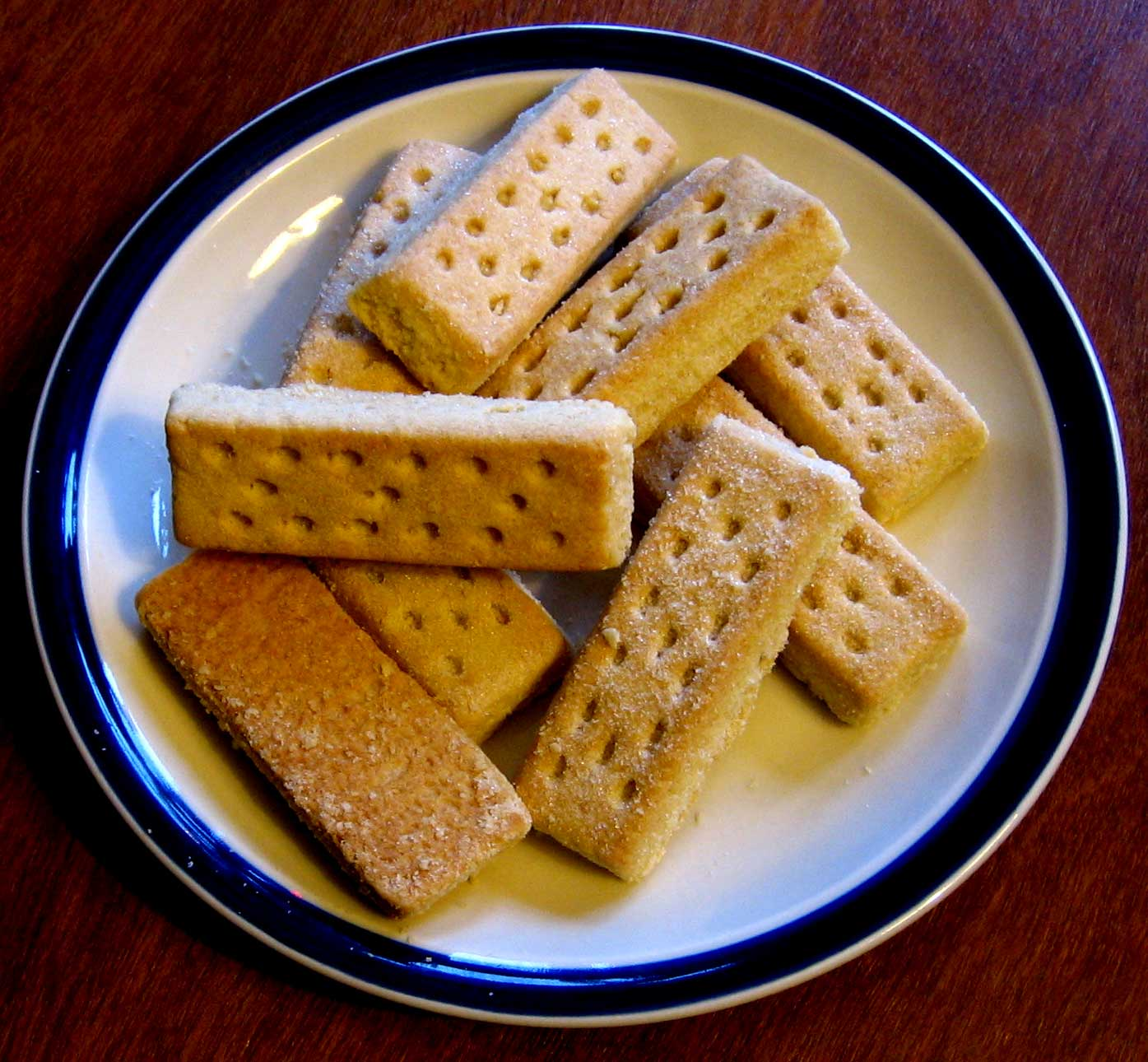
フィンガータイプのショートブレッド

ショートブレッド（英: shortbread）は、スコットランドの伝統的な菓子である。
"short"は食感がサクサク、あるいはポロポロするという意味の形容詞である。"bread"は直訳すればパンを指すが、ジンジャーブレッドなどと同じく「焼き菓子」という意味でも解される。12世紀にスコットランドで成立したと言われ、強いバターの風味に特徴がある。

## 概要
シンプルな焼き菓子であり、基本的に小麦粉・バター・砂糖の3種類の材料を3：2：1の配合で混ぜて作られる。他に塩や、米粉、コーンスターチを加えたり、チョコチップやクルミなどのフレーバーを混ぜ込むバリエーションレシピもある。卵が加わると名前が「ビスケット」に変化するため、ショートブレッドに卵が入ることはない。また、バターを小麦粉に混ぜ込む際に、指でばらばらと混ぜ合わせ、パン粉状にほぐすラビングイン（フランス製菓でいうサブラージュ）という手法を取る点がビスケットと大きく異る。バターを大量に使うため、バターが流れ出さない程度に「白く焼き上げる」のが正しいとされる。
ショートブレッドの形状には特に決まりはない。クリスマスやお祝いの席などに供せられる大きな円形で、縁に襞状の飾りの入ったショートブレッドはペティ・コートテイル(petitcoat tail)と呼ばれており、16世紀にこの菓子を好んだメアリー女王が命名したという伝説がある。最も多く流通しているショートブレッドは「フィンガー」（fingers）と呼ばれる長方形のもので、粉・バター・砂糖の順に混ぜてひとまとまりになってから手でさらに練り、平らな長方形に形作って冷蔵庫で冷やして固め、硬くなってから小さな長方形に切り分け、表面にフォークで窪みを作ってから、予熱をしておいたオーブンで焼き上げる。
既成品では、イギリス・スコットランドのウォーカー社（Walkers）の製品がある。
この種のひとくちサイズのショートブレッドには、円形や動物形など、型抜きで成形されているものもある。